# Lionel Genthon
Lionel Genthon, né le 4 juillet 1973[Où ?], est un coureur cycliste français, spécialiste du cyclo-cross. Il court actuellement au sein de l'UC Montmeyran Valence.

## Biographie
En 2002, alors membre du Vélo Sprint Romanais, il s'impose sur le deuxième tronçon de la 7e étape du Tour de Martinique, disputé en contre-la-montre. Il remporte le classement général de la course le lendemain.
En juin 2011, il est vainqueur ex-aequo de l'Ardéchoise Vélo Marathon (278 km), le plus difficile des parcours cyclosportifs de l'Ardéchoise.
En 2015, il devient pour la deuxième fois de suite champion du monde de cyclo-cross masters catégorie 40-44 ans.
En février 2020, il est sacré champion de France de cyclo-cross en catégorie masters 4 (45-49 ans).

## Palmarès en cyclo-cross
| - 2008-2009 - 2e étape du Tour du Val d'Orge - 2011-2012 - Cyclo-cross de Saint-Agnan - Cyclo-cross de Saint-Laurent-en-Royans - Cyclo-cross de Fontanès - Cyclo-cross de Mauves - Cyclo-cross de Pressins - 2012-2013 - Cyclo-cross de Saint-Laurent-en-Royans - Cyclo-cross de Saint-Vulbas - 2013-2014 - Champion du monde de cyclo-cross masters (40-44 ans) - Champion de France de cyclo-cross masters 3 (40-44 ans) - Cyclo-cross de Bourg-en-Bresse - Cyclo-cross de Prissé - Cyclo-cross de Sarras - Cyclo-cross de Saint-Laurent-en-Royans - Cyclo-cross de Hautecourt-Romanèche - Cyclo-cross de Romans-sur-Isère - Cyclo-cross de Francheville - 2014-2015 - Champion du monde de cyclo-cross masters (40-44 ans) - Champion de France de cyclo-cross masters 3 (40-44 ans) - Cyclo-cross d'Échirolles - Cyclo-cross de Bourg-en-Bresse - Cyclo-cross de Saint-Laurent-en-Royans - Cyclo-cross de Firminy - Cyclo-cross de Salaise-sur-Sanne - Cyclo-cross de Voiron - Cyclo-cross de Valence, - Cyclo-cross d'Aubagne - 2015-2016 - Cyclo-cross de Hautecourt-Romanèche - Cyclo-cross de Montceau-les-Mines - Cyclo-cross de Pierrelatte - Cyclo-cross de Francheville - Cyclo-cross de Servas | - 2016-2017 - Cyclo-cross de Montélimar - Cyclo-cross de Servas - Cyclo-cross du Raclet à Saint-Béron - Cyclo-cross à l'américaine de Saint-Victor-de-Cessieu (avec Yoann Tiberio) - 2017-2018 - Champion de France de cyclo-cross masters 4 (45-49 ans) - Cyclo-cross de Cessy - Cyclo-cross de Prissé - Cyclo-cross de Meyzieu - Cyclo-cross de Brouilly - Cyclo-cross de Fontaine - Cyclo-cross de Valence - Cyclo-cross de Jas - Cyclo-cross de Francheville - Cyclo-cross d'Andancette - Cyclo-cross de Condrieu-Les Roches - Cyclo-cross du Raclet à Saint-Béron - 2018-2019 - Cyclo-cross de Prissé - Cyclo-cross de Meyzieu - Cyclo-cross de Fontaine - 2019-2020 - Cyclo-cross de Montrevel-en-Bresse - 2020-2021 - Champion de France de cyclo-cross masters 4 (45-49 ans) |

## Palmarès sur route
| - 2002 - Tour de Martinique : - Classement général - 7eb étape (contre-la-montre) | - 2004 - 2e du Tour du Périgord - 2016 - Boucles du Pays de Tronçais |